# 建湖县
建湖县位于中國江苏省中北部，是盐城市下辖的一个县，建湖是國家園林縣城、革命文物保護利用片區分縣、國家級制種大縣、中國民間文化藝術之鄉。縣人民政府駐塘河街道湖中南路6号。区域总面积为1,157.07平方公里。

## 地名由来
1941年9月18日，建湖县成立，初名建阳县，因境内建阳镇而得名。1951年因与福建省建阳县同名，又因县治设湖垛镇（今建湖镇），故更名为建湖县。以境内有建阳、湖垛（今近湖）两大市镇各取首字为名。

## 历史
建湖县域原是古淮夷的一部分，春秋初属吴国，吴亡属越。战国时属楚。秦初为东海郡属地，秦末为东阳郡属地。汉初为射阳县东境。西汉元狩四年（公元前119年）射阳、盐渎分治，境内大部分为盐渎县辖地。东晋义熙七年（公元411年），射阳县废置，盐渎县改盐城县，县境东部仍属盐城县，西部划属新立左乡县。隋大业九年（613年）县境分属新安、安乐、射阳三县。唐武德八年（625年）复立盐城县，县境全为盐城县地。清雍正九年（1731年）县境东北部属阜宁县。1941年9月，析盐城县北部成立建阳县，因与福建省建阳县同名，于1951年7月取建阳、湖垛（今建湖）两镇的首字为名改称建湖县。建县后，先后隶属盐阜行政公署、盐阜分区、苏皖边区第五行政区、苏北行署盐城行政区、江苏省盐城专区、江苏省盐城地区，1983年为盐城市属县之一。

## 行政区划
建湖县下辖3个街道办事处、11个镇：
近湖街道、钟庄街道、塘河街道、建阳镇、九龙口镇、恒济镇、颜单镇、沿河镇、芦沟镇、庆丰镇、上冈镇、冈西镇、宝塔镇和高作镇。

## 人口
根据(江苏省)盐城市第七次全国人口普查公报显示建湖县常住人口为609346人，男性人口占50.18%，女性人口占49.82%，年龄结构中0-14岁占比13.44%，15-59岁占比57.14%，60岁以上占比29.42%，65岁以上占比22.63%。

## 交通
- 343国道过境。
- 新长铁路：建湖站

## 教育
- 江苏省上冈高级中学

## 旅游

### 景点
五谷树，九龙口，朦胧塔，乔冠华故居，双湖公园。

### 地方特產
藕粉圆

## 方言
建湖方言属于江淮官话洪巢片建盐小片。